# Sunčevo kuhalo
Sunčevo kuhalo je jedan od najjednostavnijih načina da se energija Sunca iskoristi. Ključni element sunčevog kuhala je zrcalo paraboličnog oblika. Ono ima svojstvo da kada se okrene prema Suncu reflektira sunčevu svjetlost u jednu točku - žarište. Oko zrcala se obično izradi konstrukcija koja omogućava okretanje uređaja prema Suncu, sa stalkom za lonac koji se nalazi u žarištu zrcala. Sunčeva kuhala se mogu koristiti za kuhanje, pa čak i prženje hrane. Korištenje je vrlo jednostavno - lonac se stavi na stalak i cijelo se kuhalo okrene prema Suncu. Budući da se kut Sunca s vremenom mijenja, bitno je za vrijeme kuhanja svakih 10 - 15 minuta okrenuti kuhalo prema Suncu.
Kao reflektirajuća površina mogu se koristiti razni materijali - od obične kuhinjske aluminijske folije, komadića zrcala, poliranog metala, raznoraznih samoljepivih zrcalnih folija, pa do posrebrenih metalnih površina. Veličina sunčevog kuhala može biti različita, ovisno o snazi koju želimo postići. Već pomoću manjeg kuhala, promjera 50 do 100 cm možemo skuhati manje količine hrane. Veličina kuhala nije ničim ograničena. Najveće sunčevo kuhalo na svijetu promjera 15 metara nalazi se u Indiji, u selu Auroville, a koristi se za zagrijavanje vodene pare koja se koristi za kuhanje. Po sunčanom vremenu ovo kuhalo je sposobno kuhati za preko 1000 ljudi. 

## Sunčeva pećnica
Drugi način korištenja sunčeve energije za pripremanje hrane predstavljaju sunčeve pećnice. Način rada sunčevih pećnica bitno je drukčiji od kuhala. Pećnica se sastoji od toplinski izolirane komore, čija je jedna stijenka staklena. Staklena strana se okrene prema Suncu, te se na taj način postiže efekt staklenika - zrake svjetlosti prolaze kroz staklo, udaraju o stijenke komore koje su crne, da bi se povećala apsorpcija, te se pretvaraju u toplinsku energiju koja ostaje zarobljena ispod stakla. Da bi se povećao stupanj iskorištenja i brzina zagrijavanja oko staklene površine, dodaju se zrcala koja služe kako bi se zahvatila veća količina sunčevog zračenja. Korištenje sunčeve pećnice je također vrlo jednostavno. Komora se koristi kao klasična pećnica, osim što se opet mora paziti na kut Sunca. Sunčeve pećnice bez problema mogu razviti temperature veće od 200 ºC, što je dovoljno za pečenje kruha.